# Kukavice (Kupres, BiH)
Kukavice su naseljeno mjesto u općini Kupres, Federacija Bosne i Hercegovine, BiH.

## Stanovništvo

### 1991.
Nacionalni sastav stanovništva 1991. godine, bio je sljedeći:
ukupno: 129
- Hrvati - 59
- Muslimani - 57
- Srbi - 13

### 2013.
Nacionalni sastav stanovništva 2013. godine, bio je sljedeći:
ukupno: 11
- Bošnjaci - 11

## Vanjske poveznice
- maplandia.com: Kukavice